# الذباب (مسرحية)

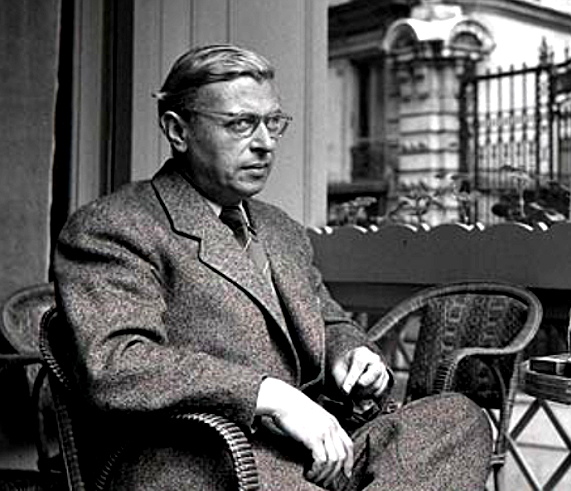

«الذباب» (بالفرنسية: Les mouches) هي أحد الأعمال المسرحية للكاتب المسرحي جان بول سارتر. 
كُتبت هذه المسرحية بتاريخ 1943، وفيها يحاول جان بول سارتر أن يوفر للقارئ حرية القراءة بموضوعية هادئة، وذلك فيما يخص قضية الإرادة الحرة؛ فهو يقوم من خلالها بطرح عدة أسئلة هو بالفعل في حاجة إلى أجوبة لها، فهو يرى أنه يتوجب على الإنسان أن يتحمل أبعد حدود المسؤولية، حدود يقصدها الإنسان نفسه، حدود تصل إلى سؤاله وبحثه عن هل الله موجود أم غير موجود، ولذا فمسرحيته تدور حول وجود الإنسان في الحياة وهو له عدة اختيارات يختار منها ما يشاء. فمثلًا يقول عند أقول بمشيئة الله سوف يكون، فأنا هنا أحدد وأختار الإيمان بالله أو الكفر به.

## أحداث مسرحية الذباب
أورست هو الإنسان المثقف الحر وهو من قضى شبابه ليبحث عن المعرفة، وحوبيتر هو الإله، أما الملك إيجست هو الشخص العادي النمطي، ويقوم بارتكاب جرائم عديدة ولكنه يؤمن بالله وبقوانينه.

### المشهد الأول
تدور أحداث مسرحية الذباب حول إلتكرا شقيقة ورست والتي ثار عليها شعبها بسبب رغبتها في البحث عن أخيها أورست. فتحاول إلتكرا في البداية تحرير ذاتها وتقوم بمساعدتها شقيقتها، فتقوم بنفض غبار الضعف والوهن عن روحها تجاه الإله حوبيتر، وهو كان الإله المسيطر على سكان مدينة أراغوس.
وقد تلقي زوج والدتها أوامر من أبيها باضطهادها وتعذيبها بسبب رفضها الخضوع لحوبيتر، وتعرضت للكثير من التعب والمشقة إلى أن جاء أخيها لنجدتها. وعندما يعلم الملك بمجيء أورست يبدأ يخاف ويندم على ما فعله، وبعد ذلك يقوم أورست بقتل زوج أمه وهو الملك إيجست، انتقامًا لوالده الملك أيضًا بعدما قتله إيجست.
ثم يبدأ أورست في التحدث مع أخته ليحاول جاهدًا إخراجها من ضعفها، مطالبًا إياها بانتزاع شوكة الندم من داخلها. وهنا حاول جان بول سارتر أن يزيل الغبار والظلمة عن التفكير البشري، فهو أراد أن يقول بمنتهى البساطة أن كلًا من الحرية والإرادة شيء واحد.
فبالإرادة نتمكن من التمييز بين الخير والشر وليس من خلال العقل، فالعقل وحده لا ينفي ولا يثبت أي شيء بل دوره يقتصر على تصور المعاني والأفكار. ولكن الإرادة هي الشعلة التي تنير أمام الإنسان الحر، فالإرادة على حسب ما يرى سارتر هي العصا السحرية التي تقودنا لفعل أي شيء وتحركنا تجاهه وأيضًا لتركه.

### المشهد الثاني
ويظل يظهر خلال المسرحية أورست وأخته بأنه مخلوقين متمردين ويثوران باستمرار على الخالق. وبعد انتقام أورست يكتشف جوبيتر أن أورست غير نادم على ما فعله، ويقوم بمنح إلكترا مزيد من الندم والألم. فبعدما استسلمت إلكترا لندمها ترحل بعيدًا عن أخيها، ومن ثم يقف أورست ليحدث شعبه في نهاية المسرحية. ويقول لهم أنكم تعلمون جريمتي ولكنكم تخافون مني ولكني مع ذلك أحبكم.
المشهد الثالث
يصل أورست وإلكترا إلى معبد أبولو هربًا من الناس والذباب الذين يرمزون إلى الشعور بالذنب والندم الذي يثقل كاهل أهل أرغوس. في هذا المعبد، تنتظر الحوريات (الغيلان) خروجهما من الملاذ ليمسكا بهما ويعذباهم. إلكترا تخشى من أخيها، وتبدأ في تجنب مسؤوليتها تجاه الجرائم التي ارتكباها، محاولة التهرب من الذنب والندم، مدعية أنها كانت تحلم بالقتل طيلة خمسة عشر عامًا فقط، بينما أورست هو القاتل الحقيقي. يحاول أورست منعها من الاستماع إلى الحوريات، التي تحاول إقناعها بالتوبة وقبول العقاب.
المشهد الرابع
يحاول جوبيتر إقناع أورست بأن يتوب عن جريمته، لكن أورست يرفض الاعتذار عن شيء لا يعتبره جريمة. يعرض جوبيتر على إلكترا أن يغفر لهما ويمنحهما العرش إذا قبلوا التوبة. يرفض أورست العرش وكل ما يعود إلى الرجل الذي قتله. يشعر أورست أنه قد أنقذ المدينة بكشف الحقيقة أمام أهلها ومنحهم حرية الاختيار. يعترف جوبيتر بأن أهل المدينة يكرهونه وينتظرون قتله، وأنه وحيد. يمثل هذا المشهد صراعًا بين قانون الآلهة وقانون الذات (الاستقلالية). يشير جوبيتر إلى أن أورست غريب حتى عن ذاته، وأنه لا يمتلك هوية ثابتة بل يخلقها في كل لحظة بحرية.
المشهد الخامس (النهاية)
يرفض أورست التخلي عن أفعاله، فيرد جوبيتر بأن هذا الرفض يعني رفضه للنظام الكوني الذي وضعه جوبيتر نفسه، ورفضه للخير الذي ينظمه الكون. يقبل أورست نفيه من الطبيعة ومن البشر. يقول إن جوبيتر ليس ملك الإنسان، وأنه أخطأ عندما أعطاهم الحرية، لأنها جعلتهم يتخلصون من سلطة الآلهة. يعلن أورست أنه سيحرر أهل المدينة من ندمهم وسيتحمل ذنوبهم كاملة. هنا يعكس أورست صورة "الإنسان الأعلى" كما في فلسفة نيتشه، حيث يتجاوز الشعور بالشفقة ويظهر قوته. في المقابل، تلاحقه إلكترا وهي تعلن توبتها لجوبتر.حين ترفض إلكترا جريمتها، يقول لها أورست إن ذلك سيجلب لها الذنب. الذنب هو نتيجة فشل الإنسان في تحمل مسؤولية أفعاله الحرة. عندما تتخلى إلكترا عن أفعالها،فهي تتخلى عن حرية اختيار قيمها، وتقبل القيم التي يفرضها عليها جوبيتر. بذلك تسلم حريتها، وتصبح مرتبطة بمعنى لم تخلقه بنفسها. كان بإمكان إلكترا أن ترى أن القتل كان صائبًا وترفض الشعور بالذنب، لكنها سمحت لجوبتر بأن يقرر ماضيها ويجعلها مذنبة.تقرر الحوريات ترك إلكترا وحدها، في انتظار أن يضعف أورست لكي تهاجمه. يدخل المعلم لكن الحوريات تمنعه من الدخول. يأمر أورست بفتح الباب ليتحدث إلى شعبه. يخبرهم أنه أخذ عنهم جرائمهم، وأن عليهم تعلم بناء حياة جديدة دون ندم. يريد أن يكون ملكًا بلا مملكة، ويتعهد بأن يغادر، حاملاً معهم ذنوبهم وأمواتهم وذبابهم. ويروي لهم قصة العازف الذي جلب الذباب بعيدًا عن المدينة، ثم يمشي باتجاه النور بينما تطارده الحوريات.